# Hunter Foster
Hunter Foster (Lumberton, 25 giugno 1969) è un attore statunitense, attivo soprattutto in campo teatrale.

## Biografia
Dopo la laurea all'Università del Michigan, nel 1992 si unì alla tournée statunitense di Cats nel ruolo del Rum Tum Tugger, mentre nel 1994 fece il suo debutto a Broadway nel musical Grease, in cui interpretava Roger ed era il sostituto per il ruolo del protagonista Danny Zuko. Dopo aver recitato a Broadway nel flop King David (1997) e in Footloose (1998), nel 1998 si unì al cast di Les Misérables a New York, dove interpretava lo studente Joly ed era il sostituto per il co-protagonista Marius Pontmercy.
Nel 2001 ottenne un grande successo con Urinetown: the musical e per la sua performance fu candidato al Drama Desk Award e al Tony Award al migliore attore protagonista in un musical. Successivamente recitò ancora a Broadway in ruoli da protagonisti, interpretando Seymour ne La piccola bottega degli orrori (2003) e Leo Bloom in The Producers (2004 e 2007). Gli anni 2020 lo hanno visto recitare ancora a Broadway in Million Dollar Quarter (2020), Hands on a Hardbody (2013) e The Bridges of Madison County (2014).
Hunter Foster ha lavorato a teatro anche come librettista e regista. Nel 2002 ha scritto il libretto del musical Summer of '42, debuttato a Chester con Idina Menzel nel cast, mentre nel corso degli anni ha diretto produzioni regionali di numerosi musical, tra cui The Rocky Horror Show (New Hope, 2013), Company (New Hope, 2015), My Fair Lady (Dennis Village, 2015), Grease (Leigh, 2016), Cabaret (Dennis Village, 2016), Guys and Dolls (New Hope, 2017) e Once (Dennis Village, 2019).
Fratello maggiore di Sutton Foster, l'attore è sposato con Jennifer Cody dal 1998.

## Filmografia parziale

### Cinema
- The Producers - Una gaia commedia neonazista, regia di Susan Stroman (2005)
- Paper Spiders, regia di Inon Shampanier (2020)

### Televisione
- Submission only - serie TV, 3 episodi (2012-2014)
- A passo di danza - serie TV, 3 episodi (2013)
- Boardwalk Empire - L'impero del crimine - serie TV, 1 episodio (2013)

## Doppiatori italiani
- Francesco De Francesco in A passo di danza